# Jade Miller
Jade Miller (ur. 13 stycznia 1995) – amerykańska lekkoatletka specjalizująca się w biegu na 400 metrów przez płotki.
Srebrna medalistka mistrzostw panamerykańskich juniorów (2013). Rok później stanęła na najniższym stopniu podium juniorskich mistrzostw świata w Eugene.
Rekord życiowy: 55,75 (27 maja 2016, Jacksonville).

## Osiągnięcia
| Rok  | Impreza                              | Miejsce  | Pozycja    | Wynik |
| ---- | ------------------------------------ | -------- | ---------- | ----- |
| 2013 | Mistrzostwa panamerykańskie juniorów | Medellín | 2. miejsce | 58,12 |
| 2014 | Mistrzostwa świata juniorów          | Eugene   | 3. miejsce | 56,22 |